# Mistrovství Ukrajiny v ledním hokeji
Mistrovství Ukrajiny v ledním hokeji (ukrajinsky Чемпіонат України з хокею) je nejvyšší profesionální hokejovou ligou na Ukrajině. Byla založena v roce 1993; její předchůdkyní byla Sovětská liga ledního hokeje.

## Historie ligy
Lední hokej se na Ukrajině začal hrát po Druhé světové válce, kdy ukrajinské týmy hrály různé sovětské ligy. Nejstarším týmem ze sovětské éry je Sokol Kyjev založený v roce 1963. Ukrajinská liga byla zformována po rozpadu SSSR v roce 1992 a do reorganizace v roce 2011 se ji mohly účastnit i amatérské týmy. Od roku 2011 je liga zcela profesionální.

## Týmy
Týmy účastnící se soutěže v sezóně 2023 -2024
| Tým                 | Město     | Stadión                    | Kapacita |
| ------------------- | --------- | -------------------------- | -------- |
| Dnipro Cherson      | Cherson   | LC, Favorit-Arena          | —        |
| HC Charkov Berserks | Charkov   | Zimní stadion Dafi Charkov | 1500     |
| HK Kremenčuk        | Kremenčuk | Iceberg Arena              | 1000     |
| Kyjev Capitals      | Kyjev     | —                          | —        |
| Sokol Kyjev         | Kyjev     | ATEK Sport Complex Kyjev   | 500      |
| Trojzubec Kyjev     | Kyjev     | —                          | —        |

## Zajímavosti
Nejznámějším ukrajinským klubem je HK Donbass, který hrál v letech 2012 – 2014 ruskou KHL. Jejím sídlem je Aréně Družba s kapacitou 4 130 diváků. V květnu 2014 v průběhu bojů na východní Ukrajině byla ale aréna vyrabována a podpálena. V důsledku klub nehrál KHL sezónu 2014/15. Od sezóny 2022/23 nepůsobí na žádném z turnajů ani soutěži kvůli invaze Ruska na Ukrajinu.

## Vítězové
| Sezóna    | Mistr               |
| --------- | ------------------- |
| 1992/1993 | Sokol Kyjev         |
| 1993/1994 | Sokol Kyjev         |
| 1994/1995 | ShVSM Kyjev         |
| 1995/1996 | Sokol Kyjev         |
| 1996/1997 | Sokol Kyjev         |
| 1997/1998 | Sokol Kyjev         |
| 1998/1999 | Sokol Kyjev         |
| 1999/2000 | HK Berkut Kyjev     |
| 2000/2001 | HK Berkut Kyjev     |
| 2001/2002 | HK Berkut Kyjev     |
| 2002/2003 | Sokol Kyjev         |
| 2003/2004 | Sokol Kyjev         |
| 2004/2005 | Sokol Kyjev         |
| 2005/2006 | Sokol Kyjev         |
| 2006/2007 | ATEK Kyjev          |
| 2007/2008 | Sokol Kyjev         |
| 2008/2009 | Sokol Kyjev         |
| 2009/2010 | Sokol Kyjev         |
| 2010/2011 | HK Donbass          |
| 2011/2012 | HK Donbass          |
| 2012/2013 | HK Donbass 2        |
| 2013/2014 | Kompanijon Naftohaz |
| 2014/2015 | ATEK Kyjev          |
| 2015/2016 | HK Donbass          |
| 2016/2017 | HK Donbass          |
| 2017/2018 | HK Donbass          |
| 2018/2019 | HK Donbass          |
| 2019/2020 | HK Kremenčuk        |
| 2020/2021 | HK Donbass          |
| 2021/2022 | Vítěz neurčen       |
| 2022/2023 | Sokol Kyjev         |